# Lumbricillus imakus
Lumbricillus imakus är en ringmaskart som beskrevs av Nurminen 1970. Lumbricillus imakus ingår i släktet Lumbricillus och familjen småringmaskar. Inga underarter finns listade i Catalogue of Life.